# Half Thang
Albums de Richie Rich
Don't Do It
(1990) Seasoned Veteran
(1996)
Half Thang est le deuxième album studio de Richie Rich, sorti le 31 janvier 1996.
L'album s'est classé 57e au Top R&B/Hip-Hop Albums.

## Liste des titres
| No  | Titre                                 | Contient un (des) sample(s) de                                                        | Durée |
| --- | ------------------------------------- | ------------------------------------------------------------------------------------- | ----- |
| 1.  | Intro                                 |                                                                                       | 0:30  |
| 2.  | Ruff Neckin'                          | Can You Feel It? des Fat Boys Nuthin' but a "G" Thang de Dr. Dre featuring Snoop Dogg | 5:06  |
| 3.  | Half Thang                            | Ain't No Future in Yo' Frontin de MC Breed Let Me Ride de Dr. Dre                     | 3:53  |
| 4.  | Busta Phree                           | Sugar Free de Juicy                                                                   | 4:29  |
| 5.  | As Usual (Skit)                       |                                                                                       | 0:45  |
| 6.  | 80 Ounces                             |                                                                                       | 3:05  |
| 7.  | Fuck Dat Nigga (Skit)                 |                                                                                       | 0:54  |
| 8.  | Tastes Like Shit                      |                                                                                       | 4:37  |
| 9.  | Cheap Thrill                          | Pop Life de Prince                                                                    | 4:32  |
| 10. | W. Dick (Skit) (featuring Kev T.)     |                                                                                       | 0:34  |
| 11. | Dirde Luv                             |                                                                                       | 4:36  |
| 12. | Young Guns (featuring T-Uni & Eclipz) |                                                                                       | 5:13  |
| 13. | Triple Gold (Outro)                   | Waterfalls de TLC                                                                     | 1:01  |